# Пяйгондиоя
Пяйгондиоя — река в России, протекает по территории Боровского сельского поселения Калевальского района Республики Карелии. Длина реки — 8 км.
Река берёт начало из озера Пяйгонди на высоте 121,3 м над уровнем моря.
Течёт преимущественно в северо-восточном направлении по заболоченной местности.
Река имеет один приток длиной 2,0 км.
Втекает в реку Чирко-Кемь южнее посёлка Борового.
В верхнем течении Пяйгондиоя пересекает линию железной дороги Ледмозеро — Юшкозеро.
Населённые пункты на реке отсутствуют.
Код объекта в государственном водном реестре — 02020000912102000004225.